# За красивым фасадом
«За красивым фасадом»  (англ. No Good Deed) — американский комедийный телесериал стримингового сервиса Netflix. Шоураннером проекта выступила Лиз Фельдман, в главных ролях задействованы: Рэй Романо, Лиза Кудроу, Линда Карделлини, Люк Уилсон, Тейона Пэррис и Эбби Джейкобсон. Премьера сериала состоялась 12 декабря 2024 года.

## Сюжет
В сериале рассказывается о трех семьях, соперничающих за покупку одного и того же дома, который, как они считают, решит все их проблемы.

## В ролях
- Рэй Романо — Пол Морган
- Лиза Кудроу — Лидия Морган
- Линда Карделлини — Марго Стерлинг
- Люк Уилсон — Джей Ди Кэмпбелл
- Тейона Пэррис — Карла
- Эбби Джейкобсон — Лесли Фишер
- Поппи Лью — Сара
- Денис Лири — Майки
- О. Т. Фагбенле — Деннис
- Мэтт Роджерс — Грег
- Анна Мария Хорсфорд — Дениз
- Кейт Мённиг — Гвен
- Линда Лавин — Филлис

## Производство
В мае 2022 года было объявлено, что Лиз Фельдман станет шоураннером и продюсером нового телесериала Netflix. Исполнительными продюсерами выступили Уилл Феррелл, Джессика Элбаум, а место режиссёра занял Сильвер Три.
В декабре 2023 года проявилась информация, что роди в проекте получили Рэй Романо, Лиза Кудроу, Линда Карделлини, Люк Уилсон, Тейона Пэррис, Эбби Джейкобсон и Поппи Лью. В январе 2024 года к актерскому составу присоединились Денис Лири и О. Т. Фагбенле, а в феврале — Мэтт Роджерс, Анна Мари Хорсфорд, Кейт Менниг, Линда Лавин и Уайатт Обри. В апреле одну из второстепенных ролей получил Кевин Алвес.
Основные съемки начались в феврале 2024 года.

## Отзывы критиков
Рейтинг сериала на сайте Rotten Tomatoes составляет 80 % со средней оценкой 6.5/10 на основе 41 обзора. Консенсус критиков гласит: «Многочисленные сюжетные повороты иногда могут вызывать недоумение, но талантливый актерский состав и безупречная завязка истории обеспечивают для этой комедии прочную основу». Оценка проекта на сайте Metacritic составляет 63 баллов из 100 на основе 22 рецензий, что приравнивается к «в целом положительному» статусу.